# Aérodrome de Bamburi
L’aérodrome de Bamburi est un aérodrome régional situé dans le comté de Mombasa au Kenya.

## Situation
| Amboseli Bamburi Bungoma Eldoret Eliye Springs Garissa Hola Homa Bay Nairobi · J. Kenyatta Kalokol Kericho Kilaguni Kisumu Kitale Liboi Lodwar Loiyangalani Lokichogio Malindi Mandera Marsabit Mombasa Moyale Nakuru Nanyuki Nyeri Samburu Ukunda Wajir Nairobi · Wilson |

## Particularité
L'aérodrome, dont le terrain appartient au groupe Lafarge, ne possède ni infrastructure aéronautique ni code OACI. Le trafic y est géré par la tour de contrôle de l'aéroport international Moi en se positionnant sur la fréquence 118,6 MHz.
L'aéroclub Ninety Nine Flying Club organise, au départ de l'aérodrome, des safari aériens et y donne des cours de pilotage en aviation légère.
Seule la compagnie aérienne à bas prix Airkenya Express utilise la piste 18/36 pour des vols nolisés au départ ou vers l'aéroport Wilson.